# Al-Barà ibn Marur
Al-Barà ibn Marur (àrab: البراء بن معرور, al-Barāʾ ibn Maʿrūr) (? - Medina, 622) fou un company del profeta Muhàmmad. Pertanyia a la tribu dels Banu Khàzraj.
Fou un dels 75 seguidors que a la festa dels peregrins del 622 va establir una aliança amb Muhàmmad. Fou nomenat cap dels Banu Salima. Fou el primer que va resar en direcció a la Meca, perquè abans es feia orientats a Jerusalem (i Mahoma mateix considerava que Jerusalem era la direcció adequada). Va morir a Medina el 622, un mes abans de l'arribada del Profeta.